# Notfruktifikation
Als Notfruktifikation oder Notreife wird in der Botanik die erhöhte Samenproduktion bei Pflanzen, insbesondere bei Bäumen, bezeichnet. Sie findet statt, wenn bestimmte widrige Umstände wie starke Trockenheit, Immissionsschäden oder Krankheiten auftreten. Oft treiben die Pflanzen dabei gleichzeitig sehr stark aus. Die dann neu entstehenden Triebe werden auch als Angsttriebe, Notzapfen oder bei einigen Baumarten als Wasserreiser bezeichnet.
Besonders häufig wird dieses Symptom im Rahmen des Waldsterbens beziehungsweise der neuartigen Waldschäden beobachtet.